# Vions
Vions és un municipi francès situat al departament de la Savoia i a la regió d'Alvèrnia-Roine-Alps. L'any 2007 tenia 356 habitants.

## Demografia

### Població
El 2007 la població de fet de Vions era de 356 persones. Hi havia 146 famílies de les quals 47 eren unipersonals (30 homes vivint sols i 17 dones vivint soles), 39 parelles sense fills, 47 parelles amb fills i 13 famílies monoparentals amb fills.
La població ha evolucionat segons el següent gràfic:
Habitants censats

### Habitatges
El 2007 hi havia 202 habitatges, 144 eren l'habitatge principal de la família, 29 eren segones residències i 29 estaven desocupats. 181 eren cases i 22 eren apartaments. Dels 144 habitatges principals, 116 estaven ocupats pels seus propietaris, 26 estaven llogats i ocupats pels llogaters i 2 estaven cedits a títol gratuït; 10 tenien dues cambres, 22 en tenien tres, 38 en tenien quatre i 75 en tenien cinc o més. 118 habitatges disposaven pel capbaix d'una plaça de pàrquing. A 68 habitatges hi havia un automòbil i a 67 n'hi havia dos o més.

### Piràmide de població
La piràmide de població per edats i sexe el 2009 era:
| Homes | Edats   | Dones |
| ----- | ------- | ----- |
| 0     | 95 o +  | 0     |
| 0     | 90 a 94 | 4     |
| 0     | 85 a 89 | 8     |
| 8     | 80 a 84 | 0     |
| 12    | 75 a 79 | 12    |
| 0     | 70 a 74 | 0     |
| 12    | 65 a 69 | 4     |
| 12    | 60 a 64 | 16    |
| 8     | 55 a 59 | 12    |
| 4     | 50 a 54 | 8     |
| 12    | 45 a 49 | 8     |
| 16    | 40 a 44 | 4     |
| 8     | 35 a 39 | 20    |
| 24    | 30 a 34 | 12    |
| 8     | 25 a 29 | 16    |
| 12    | 20 a 24 | 0     |
| 8     | 15 a 19 | 12    |
| 12    | 10 a 14 | 8     |
| 8     | 5 a 9   | 12    |
| 12    | 0 a 4   | 4     |

## Economia
El 2007 la població en edat de treballar era de 226 persones, 160 eren actives i 66 eren inactives. De les 160 persones actives 141 estaven ocupades (83 homes i 58 dones) i 19 estaven aturades (4 homes i 15 dones). De les 66 persones inactives 33 estaven jubilades, 15 estaven estudiant i 18 estaven classificades com a «altres inactius».

### Ingressos
El 2009 a Vions hi havia 159 unitats fiscals que integraven 394 persones, la mediana anual d'ingressos fiscals per persona era de 16.480 €.

### Activitats econòmiques
Dels 14 establiments que hi havia el 2007, 1 era d'una empresa alimentària, 4 d'empreses de construcció, 1 d'una empresa de comerç i reparació d'automòbils, 2 d'empreses d'hostatgeria i restauració, 1 d'una empresa immobiliària, 4 d'empreses de serveis i 1 d'una empresa classificada com a «altres activitats de serveis».
Dels 7 establiments de servei als particulars que hi havia el 2009, 1 era un paleta, 1 guixaire pintor, 1 fusteria, 1 lampisteria, 2 restaurants i 1 agència immobiliària.
L'únic establiment comercial que hi havia el 2009 era una fleca.
L'any 2000 a Vions hi havia 3 explotacions agrícoles.

## Equipaments sanitaris i escolars
El 2009 hi havia una escola elemental integrada dins d'un grup escolar amb les comunes properes formant una escola dispersa.

## Poblacions més properes
El següent diagrama mostra les poblacions més properes.